# Neusa Maria Ribeiro
Neusa Maria Ribeiro (San Paolo, 5 luglio 1964) è un'ex cestista brasiliana.

## Carriera
Con il Brasile ha disputato i Campionati del mondo del 1986.